# قطعنامه ۸۸۰ شورای امنیت
قطعنامه ۸۸۰ شورای امنیت سازمان ملل متحد که در تاریخ ۰۴ نوامبر ۱۹۹۳ تصویب شد، سندی بین‌المللی دربارهٔ کامبوج است. این قطعنامه طی نشست ۳۳۰۳ام با ۱۵ رای موافق، ۰ مخالف و ۰ ممتنع تصویب شد.